# Lista de ministros da Defesa da União Soviética
Esta lista refere-se a Ministros da Defesa da União Soviética, que ocuparam o cargo pela defesa da República Socialista Federativa Soviética da Rússia (1917-1922) e pela União Soviética (1922-1991).

## Lista de ministros da Defesa

### Comissários do Povo para Assuntos Militares e Naval (1917–1934)
| # | Nome               | Imagem | Nascimento-Morte | Patente Militar | Inicio                | Fim                   |
| 1 | Nikolai Podvoisky  |        | 1880–1948        |                 | 8 de Novembro de 1917 | 13 de Março de 1918   |
| 2 | Leon Trotsky       |        | 1879–1940        |                 | 13 de Março de 1918   | 15 de Janeiro de 1925 |
| 3 | Mikhail Frunze     |        | 1885–1925        |                 | 15 de Janeiro de 1925 | 31 de Outubro de 1925 |
| 4 | Kliment Voroshilov |        | 1881–1969        |                 | 6 de Novembro de 1925 | 20 de Junho de 1934   |

### Comissários do Povo para a Defesa (1934–1946)
| # | Nome               | Imagem | Nascimento-Morte | Patente Militar                  | Inicio              | Fim                     |
| 1 | Kliment Voroshilov |        | 1881–1969        | Marechal da União Soviética      | 20 de Junho de 1934 | 7 de Maio de 1940       |
| 2 | Semyon Timoshenko  |        | 1895–1970        | Marechal da União Soviética      | 7 de Maio de 1940   | 19 de Julho de 1941     |
| 3 | Joseph Stalin      |        | 1878–1953        | Generalíssimo da União Soviética | 19 de Julho de 1941 | 25 de Fevereiro de 1946 |

### Comissários do Povo para a Marinha(1937–1946)
| # | Nome              | Imagem | Nascimento-Morte | Patente Militar           | Inicio                 | Fim                     |
| 1 | Pyotr Smirnov     |        | 1897–1939        | 1º Comandante de Exercito | 30 de Dezembro de 1937 | 30 de Junho de 1938     |
| 2 | Mikhail Frinovsky |        | 1898–1940        | 1º Comandante de Exercito | 8 de Setembro de 1938  | 20 de Março de 1939     |
| 3 | Nikolay Kuznetsov |        | 1904–1974        | Vice-Almirante            | 28 de Abril de 1939    | 25 de Fevereiro de 1946 |

### Comissário do Povo para as Forças Armadas (1946)
| # | Nome          | Imagem | Nascimento-Morte | Patente Militar                  | Inicio                  | Fim                 |
| 1 | Joseph Stalin |        | 1878–1953        | Generalíssimo da União Soviética | 25 de Fevereiro de 1946 | 15 de Março de 1946 |

### Ministros das Forças Armadas (1946–1950)
| # | Nome                 | Imagem | Nascimento-Morte | Patente Militar                  | Inicio              | Fim                     |
| 1 | Joseph Stalin        |        | 1878–1953        | Generalíssimo da União Soviética | 15 de Março de 1946 | 3 de Março de 1947      |
| 2 | Nikolai Bulganin     |        | 1895–1975        | Marechal da União Soviética      | 3 de Março de 1947  | 24 de Março de 1949     |
| 3 | Aleksandr Vasilevsky |        | 1895–1977        | Marechal da União Soviética      | 24 de Março de 1949 | 25 de Fevereiro de 1950 |

### Ministro da Guerra (1950–1953)
| # | Nome                 | Imagem | Nascimento-Morte | Patente Militar             | Inicio                  | Fim                 |
| 1 | Aleksandr Vasilevsky |        | 1895–1977        | Marechal da União Soviética | 25 de Fevereiro de 1950 | 15 de Março de 1953 |

### Ministros da Marinha(1950–1953)
| # | Nome              | Imagem | Nascimento-Morte | Patente Militar       | Inicio                  | Fim                 |
| 1 | Ivan Yumashev     |        | 1895–1972        | Almirante             | 25 de Fevereiro de 1950 | 20 de Julho de 1951 |
| 2 | Nikolay Kuznetsov |        | 1904–1974        | Almirante de Esquadra | 20 de Julho de 1951     | 15 de Março de 1953 |

### Ministros da Defesa (1953–1991)
| # | Nome                 | Imagem | Nascimento-Morte | Patente Militar             | Inicio                 | Fim                    |
| 1 | Nikolai Bulganin     |        | 1895–1975        | Marechal da União Soviética | 15 de Março de 1953    | 9 de Fevereiro de 1955 |
| 2 | Gueorgui Júkov       |        | 1896–1974        | Marechal da União Soviética | 9 de Fevereiro de 1955 | 26 de Outubro de 1957  |
| 3 | Rodion Malinovsky    |        | 1898–1967        | Marechal da União Soviética | 26 de Outubro de 1957  | 31 de Março de 1967    |
| 4 | Andrei Grechko       |        | 1903–1976        | Marechal da União Soviética | 12 de Abril de 1967    | 26 de Abril de 1976    |
| 5 | Dmitriy Ustinov      |        | 1908–1984        | Marechal da União Soviética | 30 de Julho de 1976    | 20 de Dezembro de 1984 |
| 6 | Sergei Sokolov       |        | 1911–2012        | Marechal da União Soviética | 22 de Dezembro de 1984 | 30 de Maio de 1987     |
| 7 | Dmitry Yazov         |        | 1924–2020        | Marechal da União Soviética | 30 de Maio de 1987     | 23 de Agosto de 1991   |
| 8 | Yevgeny Shaposhnikov |        | 1942–2020        | Marechal de Aviação         | 23 de Agosto de 1991   | 21 de Dezembro 1991    |